# نسکافه
نسکافه (به انگلیسی: Nescafé) یک برند قهوه فوری است که توسط شرکت نستله تولید می‌شود.   
شرکت نسکافه در سال ۱۹۳۸ برای نخستین‌بار یک فرایند بسیار پیشرفته‌تر نسبت به دیگر رقیبان برای ساخت قهوهٔ فوری ارائه داد و از آن هنگام تاکنون، یکی از تولیدکنندگان تجاری بزرگ در زمینهٔ تولید قهوهٔ فوری در جهان به‌شمار می‌رود.

## پیشینه
در وبسایت رسمی فارسی شرکت نستله درمورد تاریخچه برند نسکافه، این‌گونه نوشته شده‌است:
نسکافه در دهه ۱۹۳۰ میلادی در برزیل به وجود آمد. این قهوه، به عنوان مظهر نوآوری و پیشرفتی مداوم شناخته می‌شود. ما با تکیه بر تخصص خود در تولید شیر نستله، نوعی قهوهٔ قابل حل تهیه کردیم. با این کار، توانستیم به هزاران کشاورز برزیلی در تحمل سختی و کاهش مازاد محصول کمک کنیم. با استناد به میراث خود، به حمایت و همکاری با کشاورزان در سراسر جهان ادامه می‌دهیم. نسکافه در سال ۱۹۳۸ در سوئیس عرضه شد. این محصول تنها با افزودن آب جوش، یک فنجان قهوهٔ باکیفیت را در اختیار مصرف‌کننده قرار می‌دهد. نسکافه در مدت زمان کوتاهی به فرانسه، انگلستان و آمریکا صادر شد. نسکافه در سال ۱۹۶۵، نام تجاری خود را با نوآوری جدیدی تحت عنوان «گلد بلند» گسترش داد. نسکافهٔ «گلد بلند»، قهوه‌ای خشک و قابل حل است. در طول این سال‌ها، این محصول با افزایش نوآوری‌های متعدد و عطر و طعم طبیعی دانه‌های قهوه در آن کامل شده‌است. امروزه مصرف‌کنندگان در سراسر جهان از کیفیت، طعم، عطر و سهولت طبیعی انواع مختلف نسکافه لذت می‌برند.
قهوهٔ «نستله»، برای پاسخ‌گویی به سلایق و نیازهای افراد مختلف، در انواع متفاوتی عرضه می‌شود. این محصول، برندهای مختلفی از «نسکافه رد ماگ» تا محصولاتی نظیر «نسکافه گلد» را در بر می‌گیرد. «نسکافهٔ گلد» در نوع بدون کافئین با همان طعم و رایحهٔ مطلوب، مناسب برای افراد دارای منع مصرف کافئین نیز عرضه می‌شود.

## بازاریابی
در انگلستان، یک کمپین تبلیغاتی تلویزیونی تحت عنوان Gold Blend Couple (زوج مخلوط طلا) در سال‌های ۱۹۸۷ تا ۱۹۹۳ در ۱۲ قسمت ساخته و پخش شد که در آن «آنتونی هد» و «شارون مگان» بازی کردند.
رمانی به همین نام توسط «سوزان مودی» با نام مستعار Susannah James در همان سال منتشر شد. در سال ۲۰۰۳، این شرکت برند Nescafé را مجدداَ در کانادا و ایالات متحده معرفی کرد؛ این محصول هم‌اکنون با عنوان Nescafé Taster's Choice شناخته می‌شود و در سوپر مارکت‌های آمریکای شمالی به دو صورت بسته‌بندی شیشه‌ای و پلاستیکی به فروش می‌رسد. هرچند که نام تجاری Nescafé برای قهوهٔ محلول ایجاد شده‌است، اما بعداً به‌عنوان یک برَند چتر و پوشش دهندهٔ تعدادی از محصولات قهوهٔ فوری دیگر به کار رفت.
در سال ۲۰۰۶، نسکافه سیستم جدید دستگاه تهیه قهوهٔ Dolce Gusto را راه‌اندازی کرد. این سیستم به مصرف‌کنندگان این امکان را می‌دهد تا خودشان شخصاْ انواع مختلفی از قهوه‌ها مانند کاپوچینو، لاته، ماکیاتو، اسپرسو، ریو و غیره را تهیه کنند. علاوه بر این، شکلات داغ و نوشیدنی‌های سرد را می‌توان به آسانی با این دستگاه تهیه کرد. این دستگاه‌ها اکنون در بیش از ۶۰ کشور جهان به فروش می‌رسند. برخلاف سایر محصولات نسکافه، بیشتر نوشیدنی‌های Dolce Gusto به‌جای قهوهٔ فوری، از دانه‌های قهوهٔ بوداده و پودرشده استفاده می‌کنند. در اوت ۲۰۰۹ در انگلستان، نسکافه از کمپین تبلیغاتی ۴۳ میلیون پوندی برای Nescafé پرده برداشت.
مطابق با گزارش Trust Report 2012، مطالعه‌ای که توسط Trust Research Advisory انجام شد، نسکافه در بین ۱۵۳ مارک معتبر هند، در گزارش Trust Report 2013 در رتبهٔ ۲۳۰ و متعاقب آن طبق گزارش Trust Report 2014 در رتبهٔ ۲۰۹ از معتبرترین برندهای هند قرار گرفت.